# Heian-Zeit

Stehender Komoku-ten (Virupakusa)

Als Heian-Zeit (japanisch 平安時代, Heian-jidai) bzw. Heian-Periode wird eine Epoche (794–1185, auch 794–1192) der japanischen Geschichte bezeichnet.
Der Grundstein der goldenen Heian-Zeit wurde im Jahre 794 gelegt, in dem der Kaiserhof in den Heian-Palast (Daidairi) nach Heian-kyō, dem heutigen Kyōto, verlegt wurde. Mit dem Umzug nahmen die Beziehungen zum Kaiserreich China ab, dem korrespondierte eine stärkere Konzentration nach innen.
Am Hof von Heian wurden die japanische Kultur, Kunst und Sitten zu außerordentlicher Verfeinerung geführt. Die Heian-Zeit gilt als die klassische Periode der japanischen Literatur, die besonders von Hofdamen gepflegt wurde. Zur sogenannten Hofdamenliteratur zählen z. B. das Genji Monogatari der Hofdame Murasaki Shikibu und das Kopfkissenbuch der Hofdame Sei Shōnagon. Daneben entwickelten sich die Tagebucherzählungen (nikki, 日記); auf kaiserlichen Befehl wurden Gedichtanthologien (Chokusenwakashū, 勅撰和歌集) zusammengestellt. Zwei wichtige Beispiele dazu sind das Kokin-wakashū und das Manyōshū. In jener Zeit entstand mit dem Sakumon Daitai eine japanische Poetik.
Da die chinesische Schrift damals noch die einzige Möglichkeit war, etwas niederzuschreiben, und man das Erlernen derselben als unziemlich für Frauen hielt, führte die Hofdamenliteratur der Heian-Zeit auch zur Entwicklung einer neuen Silbenschrift, die zunächst onna-de (Frauenhand, 女手) genannt wurde und später als Hiragana kanonisiert wurde.
Während die höfische Kultur blühte, nahm die Macht des Kaisers immer weiter ab und floss der Familie Fujiwara zu, die sich durch ihre geschickte Heiratspolitik Einfluss verschafften. Sie verheirateten ihre Töchter mit den Kaisern und regierten dann stellvertretend für deren minderjährige Abkömmlinge. Ein besonders mächtiges Mitglied der Fujiwara-Familie war Fujiwara no Michinaga, der vier seiner Töchter an Kaiser verheiratete (siehe auch Ehe und Partnerschaft in der Heian-Zeit).
Charakteristisch für die Heian-Zeit ist das Vorhandensein mehrerer politischer Machtzentren, denn die Existenz verschiedener Kaiserhöfe mit jeweils eigenem Gefolge war nicht unüblich. Es gab sehr viele verschiedene Ämter und Rangabstufungen, die nach chinesischem Vorbild geschaffen worden waren, jedoch selten mit wirklicher Macht verbunden waren. Die wichtigsten davon waren der Regent für einen minderjährigen Kaiser (Sesshō) und der Großkanzler (Kampaku). 1086 wurde das Amt des Exkaisers (insei, dt. Regierung aus dem Kloster) eingeführt.
Allmählich musste die Taihō-Methode der Landüberwachung einer Art privaten Grundbesitzes, der Shōen, weichen. Durch Vererbungen, Schenkungen und Erschließung neuen Ackerlandes wuchs der private Landbesitz immer mehr. Der Kaiserhof verlor die Kontrolle über das Land und somit auch die Kontrolle über das Geld (Reis war damals das Zahlungsmittel). Zum lokalen Schutz bauten die shoên-Besitzer Privatheere auf. Dies führte zum schnellen Aufstieg der Kriegerklasse.
Mitte des 12. Jahrhunderts nahmen die Machtkämpfe zwischen den rivalisierenden Adligen immer mehr zu und auch durch die buddhistischen Tempel, die Forderungen stellten, häuften sich die Probleme. Konflikte zu lösen wurde nun auch auf militärische Weise versucht. Die bedeutendsten Kriegerklans waren dabei die Genji (Minamoto) und die Heike (Taira), die ihre Herkunft vom Kaiserhaus ableiten konnten. Als bei der Heiji-Rebellion die Minamoto unter der Führung von Minamoto no Yoshitomo den Tenno entführten, um die politische Macht zu ergreifen, wurden sie von den Taira unter Taira no Kiyomori vernichtend geschlagen. Jahre später, als die Taira ihre Macht durch Einheirat in die kaiserliche Familie etabliert hatten, erhoben sich die Genji wieder und der Gempei-Krieg entbrannte. Unter Minamoto no Yoritomo, der wegen seiner Jugend von Kiyomori verschont worden war, schlug sein Halbbruder Minamoto no Yoshitsune zahlreiche Schlachten gegen die Taira. Mit der Seeschlacht von Dan-no-ura endete die Herrschaft der Taira: Der Kindkaiser Antoku starb, und der Klan der Taira wurde ausgelöscht. Yoritomo ließ Yoshitsune umbringen und wurde 1192 zum sei-i-tai-shogun (Oberster Kommandant des Heeres zur Vertreibung der Barbaren) ernannt. Er errichtete eine Militärverwaltung, die ihr Zentrum in Kamakura hatte und Bakufu genannt wurde.